# Ԏ
Ԏ, ԏ – litera rozszerzonej cyrylicy, wykorzystywana w alfabecie Mołodcowa służącym do zapisu języka komi w latach 1920–1929 oraz 1936–1939. Litera ta służyła do oznaczania dźwięku [tʲ].

## Kodowanie
| Znak                   | Ԏ                                | Ԏ                                | ԏ                              | ԏ                              |
| ---------------------- | -------------------------------- | -------------------------------- | ------------------------------ | ------------------------------ |
| Nazwa w Unikodzie      | cyrillic capital letter komi tje | cyrillic capital letter komi tje | cyrillic small letter komi tje | cyrillic small letter komi tje |
| Kodowanie              | dziesiątkowo                     | szesnastkowo                     | dziesiątkowo                   | szesnastkowo                   |
| Unicode                | 1294                             | U+050E                           | 1295                           | U+050F                         |
| UTF-8                  | 212 142                          | d4 8e                            | 212 143                        | d4 8f                          |
| Odwołania znakowe SGML | &#1294;                          | &#x050E;                         | &#1295;                        | &#x050F;                       |